# Lillträsket (Råneå socken, Norrbotten, 735855-177598)
Lillträsket är en sjö i Bodens kommun i Norrbotten och ingår i Råneälvens huvudavrinningsområde. Sjön har en area på 0,154 kvadratkilometer och ligger 109,1 meter över havet.

## Delavrinningsområde
Lillträsket ingår i det delavrinningsområde (735693-177684) som SMHI kallar för Inloppet i Hatträsket. Medelhöjden är 147 meter över havet och ytan är 12,24 kvadratkilometer. Det finns ett avrinningsområde uppströms, och räknas det in blir den ackumulerade arean 16,89 kvadratkilometer. Vattendraget som avvattnar avrinningsområdet har biflödesordning 4, vilket innebär att vattnet flödar genom totalt 4 vattendrag innan det når havet efter 75 kilometer. Avrinningsområdet består mestadels av skog (81 procent). Avrinningsområdet har 0,2 kvadratkilometer vattenytor vilket ger det en sjöprocent på 1,7 procent.